# سيدي عياد (إقليم الرشيدية)
 سيدي عياد  (بالإنجليزية: SIDI AAYAD)‏ هي جماعة قروية تابعة لإقليم ميدلت ضمن جهة مكناس تافيلالت بالمغرب.  بلغ مجموع عدد سكان سيدي عياد   حسب إحصاءات 2004 حوالي 7424  نسمة  يعيشون في  1235 أسرة.

## إحصاء عام
| السنة | عدد السكان | عدد الأسر | عدد الأجانب |
| ----- | ---------- | --------- | ----------- |
| 1994  | 6372       | 980       | °°°°        |
| 2004  | 7424       | 1235      | 0           |